# Смотричский каньон
Смотричский каньон — памятник природы общегосударственного значения на Украине в городе Каменец-Подольский (Хмельницкая область) и его окрестностях. Общая площадь 80 га. Охраняются геологические силурийские известняковые отложения, реликтовые и редкие растительные сообщества осоки низкой, сеслерии Гейфлера, ковыли волосистой, полыни перистой. Известняковые стенки достигают 50 м. Имеются постоянные и сезонные водопады. Высота скал достигает 50 метров.
Произрастают редкие растения международного и европейского значения: шиверекия подольская, ракитник Блоцкого, сон большой; животные: гребенчатый тритон, водяной уж, зелёная ящерица, белый аист, береговая ласточка, обыкновенная пустельга, малый подковонос, рыжая вечерница.
По каньону протекает река Смотрич (приток Днестра).
Национальный природный парк «Подольские Товтры», созданный Указом Президента Украины № 474/96 от 27 июня 1996 года, включает в себя Смотрицкий каньон, как один из 129 объектов природно-заповедного фонда на территории Хмельницкой области.
Смотрицкий каньон включен в список «Семь чудес Каменца-Подольского».

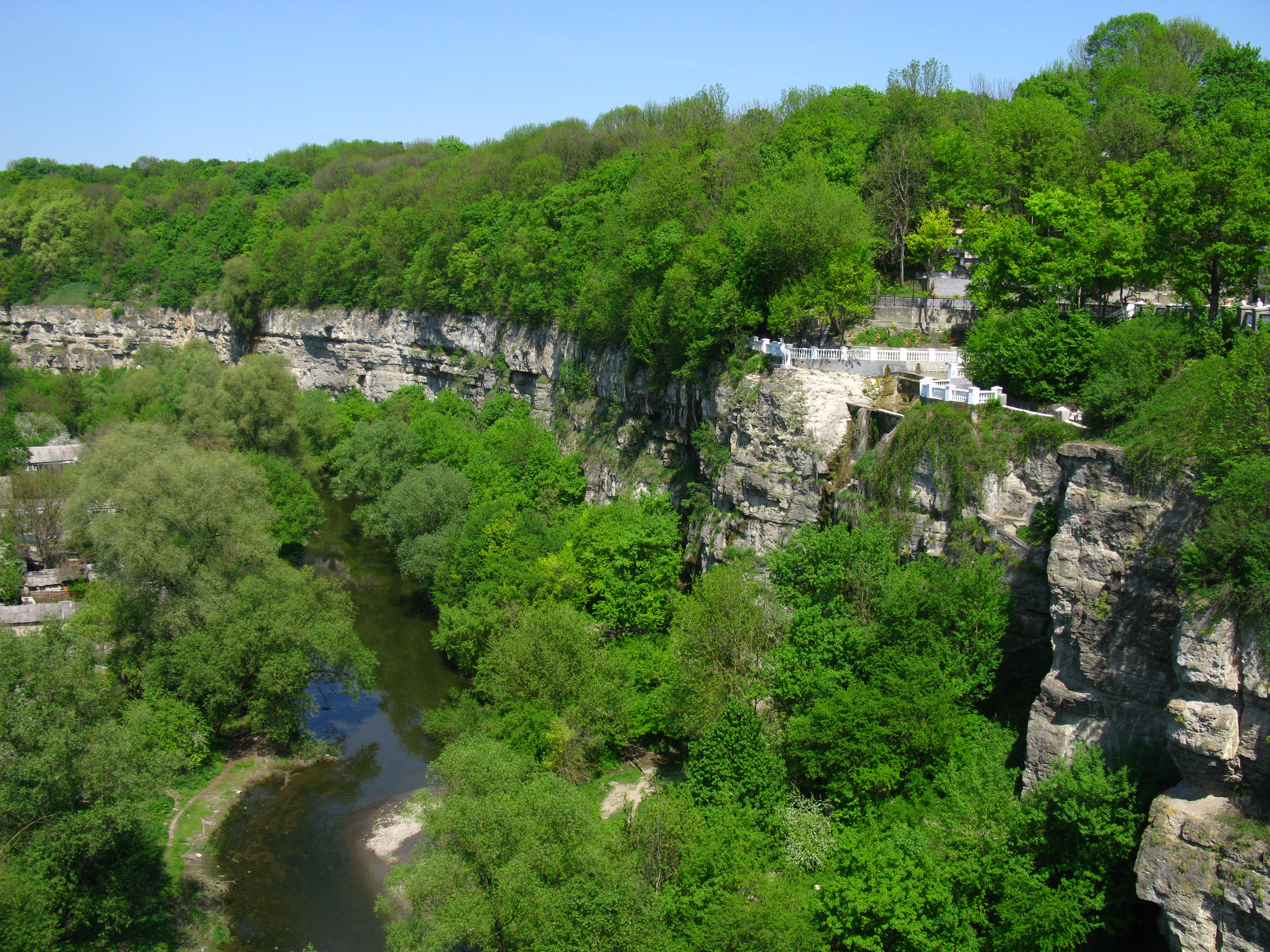
Каньон между Старым городом и остальной частью Каменца-Подольского
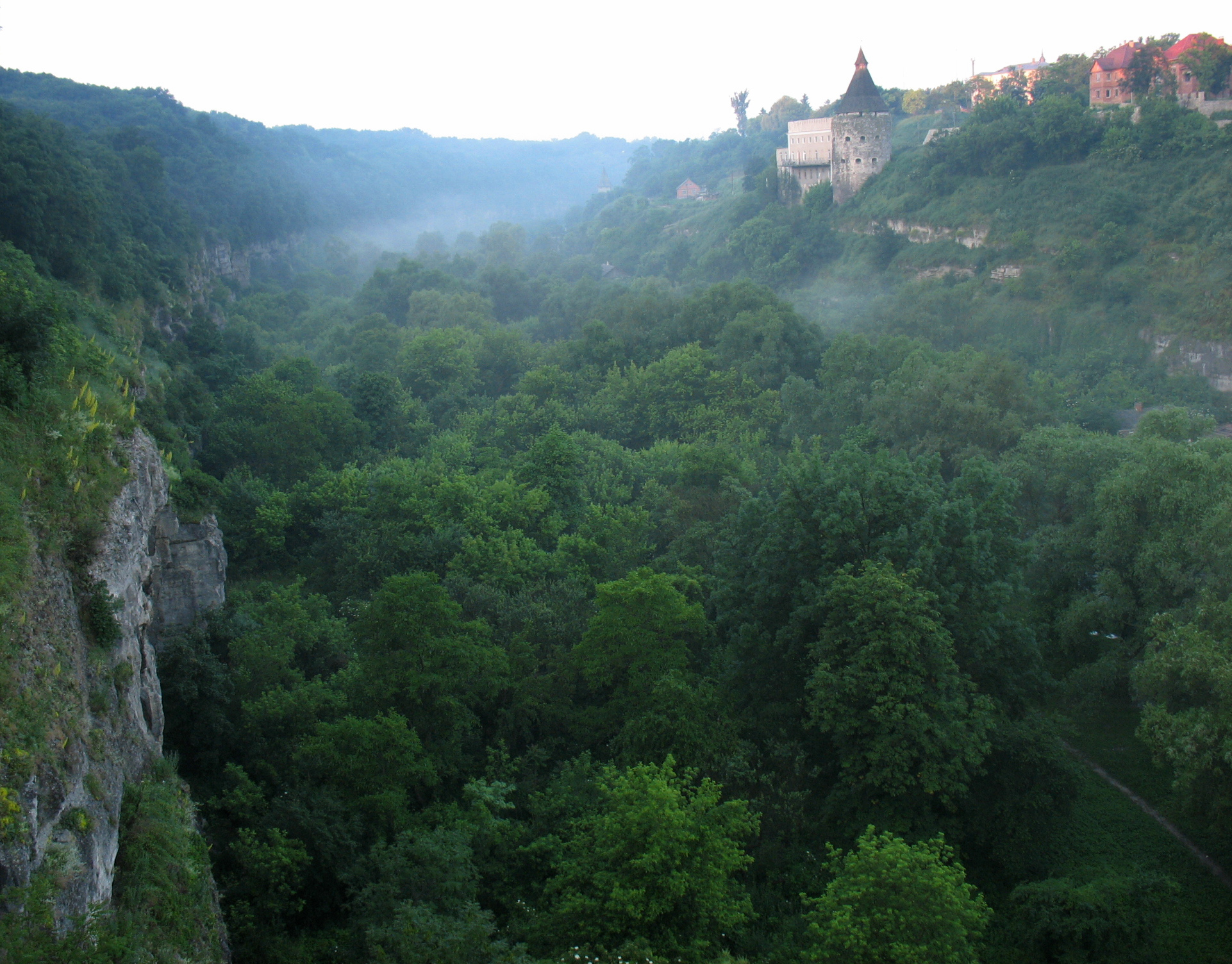
Вид на каньон с Новоплановского моста